# Florent-Guiot
Pour les articles homonymes, voir Guiot.
Guiot de Saint-Florent, dit Florent-Guiot ou Florent-Guyot, né à Semur-en-Auxois (département de la Côte-d'Or) le 27 juillet 1755, mort à Avallon (Yonne) le 18 avril 1834, est un homme politique de la Révolution française.

## Biographie

### Mandat à la Constituante
En 1789, Florent-Guiot, alors avocat, est élu représentant du tiers-état pour le bailliage d'Auxois, le deuxième et dernier, aux États généraux. 
Il siège sur les bancs de la gauche de l'Assemblée. Le 4 mai 1791, il vote en faveur du rattachement du Comtat Venaissin à la France. Il fréquente, parallèlement à son mandat, le club des Jacobins. 

### Mandat à la Convention
La monarchie constitutionnelle mise en application par la constitution du 3 septembre 1791 prend fin à l'issue de la journée du 10 août 1792 : les bataillons de fédérés bretons et marseillais et les insurgés des faubourgs de Paris prennent le palais des Tuileries. 
En septembre 1792, Florent-Guiot, alors juge au tribunal de Semur-en-Auxois, est élu député du département de la Côte-d'Or, le cinquième sur dix, à la Convention nationale. 
Il siège sur les bancs de la Montagne. Lors du procès de Louis XVI, il vote la mort, et se prononce l'appel au peuple et contre le sursis à l'exécution de la peine. Le 13 avril 1793, il est absent lors du scrutin sur la mise en accusation de Jean-Paul Marat. Le 28 mai, il vote contre le rétablissement de la Commission des Douze. 
Le 2 frimaire an II (le 22 novembre 1793), Florent-Guiot est envoyé en mission auprès l'armée du Nord. Le 25 frimaire an III (le 15 décembre 1794), il est envoyé en mission dans les départements du Nord et du Pas-de-Calais « pour y assurer l'ordre public et le maintien des lois ». 
Après l'insurrection royaliste du 13 vendémiaire an IV (5 octobre 1795), Florent-Guiot est désigné membre de la Commission des Cinq. 

### Mandat aux Cinq-Cents
En vendémiaire an IV (octobre 1795), sous le Directoire, Florent-Guiot est réélu député et siège au Conseil des Anciens. Il est tiré au sort pour quitter le Conseil le 1er prairial an V (le 20 mai 1797). En germinal an VI (avril 1798), il est réélu député et siège au Conseil des Cinq-Cents. 
Il est réélu député de la Côte-d'Or au Conseil des Cinq-Cents avant de devenir ministre plénipotentiaire de la République en République des Grisons puis en République batave (juillet-novembre 1799). Il retrouve son siège de député sous le Consulat. Sous l'Empire, il devient procureur au Conseil des prises et est mêlé aux deux conspirations Malet en 1808 et 1812 mais il n'est pas inquiété.

## Sources
1. ↑  Laurent, Émile (1819-1897) et Mavidal, Jérôme (1825-1896), « Archives parlementaires de 1787 à 1860, Première série, tome 8, Liste des noms et qualités de messieurs les députés et suppléants à l'Assemblée nationale » , sur https://www.persee.fr, 1875 (consulté le 1er juin 2025)
2. ↑  Laurent, Émile (1819-1897) et Mavidal, Jérôme (1825-1896), « Archives parlementaires de 1787 à 1860, Première série, tome 25, séance du 4 mai 1791 » , sur https://www.persee.fr, 1886 (consulté le 1er juin 2025)
3. ↑  Aulard, François-Alphonse (1849-1928), « La Société des Jacobins : recueil de documents pour l'histoire du club des Jacobins de Paris. Tome 1 » , sur https://gallica.bnf.fr, 1889 (consulté le 1er juin 2025)
4. ↑  Claveau, Louis, Ducom, André Jean (1861-1923), Lataste, Lodoïs (1842-1923) et Pionnier, Constant (1857-1924), « Archives parlementaires de 1787 à 1860, Première série, tome 52, Liste des députés par départements » , sur https://gallica.bnf.fr, 1897 (consulté le 1er juin 2025)
5. ↑  Froullé, Jacques-François (≃1734-1794) et Levigneur, Thomas (≃1747-1794), « Liste comparative des cinq appels nominaux. Faits dans les séances des 15, 16, 17, 18 et 19 janvier 1793, sur le procès et le jugement de Louis XVI [...] » , sur https://gallica.bnf.fr, 1793 (consulté le 1er juin 2025)
6. ↑  Claveau, Louis, Ducom, André Jean (1861-1923), Lataste, Lodoïs (1842-1923) et Pionnier, Constant (1857-1924), « Archives parlementaires de 1787 à 1860, Première série, tome 62, séance du 13 avril 1793 » , sur https://gallica.bnf.fr, 1902 (consulté le 1er juin 2025)
7. ↑  Claveau, Louis, Ducom, André Jean (1861-1923), Lataste, Lodoïs (1842-1923) et Pionnier, Constant (1857-1924), « Archives parlementaires de 1787 à 1860, Première série, tome 65, séance du 28 mai 1793 » , sur https://gallica.bnf.fr, 1904 (consulté le 1er juin 2025)
8. ↑  Aulard, François-Alphonse (1849-1928), « Recueil des actes du Comité de salut public, avec la correspondance officielle des représentants en mission et le registre du conseil exécutif provisoire. Tome 8 » , sur https://gallica.bnf.fr, 1895 (consulté le 1er juin 2025)
9. ↑  Aulard, François-Alphonse (1849-1928), « Recueil des actes du Comité de salut public, avec la correspondance officielle des représentants en mission et le registre du conseil exécutif provisoire. Tome 18 » , sur https://gallica.bnf.fr, 1908 (consulté le 1er juin 2025)
10. ↑  Gazette nationale ou le Moniteur universel n°35, « Convention nationale, séance du 30 vendémiaire an IV (22 octobre 1795) » , sur https://gallica.bnf.fr, 5 brumaire an 4 (27 octobre 1795) (consulté le 1er juin 2025)
11. ↑  Gazette nationale ou le Moniteur universel n°167, « Conseil des Anciens et Conseil des Cinq-Cents, séance du 15 ventôse an V (5 mars 1797) » , sur https://gallica.bnf.fr, 17 ventôse an 5 (7 mars 1797) (consulté le 1er juin 2025)

- « Florent-Guiot », dans Adolphe Robert et Gaston Cougny, Dictionnaire des parlementaires français, Edgar Bourloton, 1889-1891 [détail de l’édition]